# لشچاوکا
لشچاوکا (به لاتین: Leszczawka) یک روستا در لهستان است که در گمینا بیرچا واقع شده‌است.